# Тютчев, Николай Андреевич
Никола́й Андре́евич Тю́тчев (младший) (1738—1797) — русский дворянин, секунд-майор, инженер, топограф, дед поэта Фёдора Ивановича Тютчева.

## Биография
Родился в селе Знаменское Мышкинского уезда,
в семье Андрея Даниловича Тютчева и его второй жены Марии Юрьевны, вдовы Василия Богдановича Лаврова.
В молодости Николай Андреевич во время службы в Москве «имел сердечную связь» с вдовой Дарьей Николаевной Салтыковой. Когда он её оставил и посватался за девицу Пелагею Денисовну Панютину, Салтыкова хотела сжечь дом Панютиной и приказала это сделать своим людям, но они на это не решились.
В 1762 году Тютчев женился на Панютиной и отбыл в своё имение, Салтыкова выслала на дорогу своих людей, чтобы они убили молодоженов. Но предупрежденные Тютчевы поехали по другой дороге, а на Салтыкову подали донос в московскую полицию.
Пелагея Панютина получила от родителей небольшое имение Овстуг с 20 душами крепостных, перешедшее теперь во владение Тютчевых.
В 1768 году Николай Андреевич Тютчев в своей усадьбе Троицкое-Гореново построил новую деревянную церковь во имя Живоначальной Троицы.
Выйдя в отставку в чине полковника, в 1782 году стал предводителем брянского дворянства.

## Наследство
В усадьбе Гореново родились и получили первоначальное обучение семь детей: трое сыновей и четверо дочерей. Средний сын, Николай Николаевич Тютчев, унаследовал усадьбу Гореново. Младшему сыну, Ивану Николаевичу Тютчеву, досталось имение Овстуг Брянского уезда.

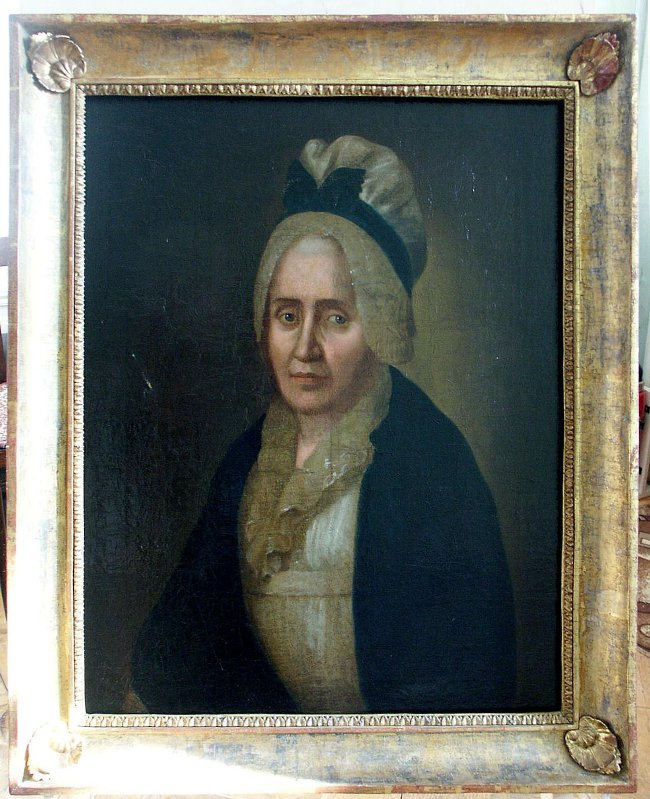
Портрет Тютчевой Пелагеи Денисьевны, урождённой Панютиной (1739—1812)

## Родственники
- Отец — Андрей Данилович Тютчев, отставной капитан, женат вторым браком, от первого сына также звали Николай[1]
- Мать — Мария Юрьевна Лазарева[9];
- Жена — Пелагея Денисовна (Панютина) (1739—1812)[6][9];
- Старший сын — Дмитрий Николаевич Тютчев (1765 — до 1829), поэт, в 1788 лишен права наследства;
- Средний сын — Николай Николаевич Тютчев (1767—1832), офицер лейб-гвардии Кирасирского полка, по выходе в отставку — коллежский советник, его внук Николай Сергеевич Тютчев;
- Младший сын — Иван Николаевич Тютчев (1768—1846), отец поэта Фёдора Ивановича Тютчева;
- Старшая дочь — Анастасия Николаева Надоржинская (1769—1830), жена предводителя харьковского дворянства А. Ф. Надоржинского;
- Вторая дочь — Варвара Николаевна Безобразова (1771—1828), жена орловского помещика Александра Безобразова;
- Третья дочь — Евдокия Николаевна Мещерская (1774—1837), жена князя Бориса Ивановича Мещерского, с 1823 года настоятельница Борисо-Глебского Аносина женского монастыря;
- Младшая дочь — Надежда Николаевна Шереметева (1775—1850), жена Василия Петровича Шереметева.